# Piparcity
Piparcity é uma cidade e um município no distrito de Jodhpur, no estado indiano de Rajasthan.

## Demografia
Segundo o censo de 2001, Piparcity tinha uma população de 32,733 habitantes. Os indivíduos do sexo masculino constituem 52% da população e os do sexo feminino 48%. Piparcity tem uma taxa de literacia de 52%, inferior à média nacional de 59.5%: a literacia no sexo masculino é de 66% e no sexo feminino é de 36%. Em Piparcity, 18% da população está abaixo dos 6 anos de idade.